# Вилянувское кладбище
Вилянувское кладбище (пол. Cmentarz w Wilanowie) — католическое кладбище в варшавском районе Вилянув. Находится на пересечении улиц Вертнича и Виляновска.

## История
Кладбище было основано по инициативе Станислава Костки, Александра Станислава Потоцкого и Александры Любомирской Потоцкой в 1816 году.
Кладбище неоднократно расширялось. Впервые оно было расширено примерно в 1860 году, когда к круглому кладбищу добавили рукава, придав ему форму греческого креста. Площадь кладбища вновь была увеличена в период с 1877 по 1888 год. В последний раз оно было расширено на рубеже XX и XXI веков.
Около 1860 года кладбище было обнесено керамической оградой по проекту Генрика Маркони.
В 1947 году Герард Чолек разработал план регулирования и расширения кладбища, которое во время войны хаотично разрослось. Проект не был реализован и кладбище, с течением времени увеличившее площадь, не стало упорядоченным.

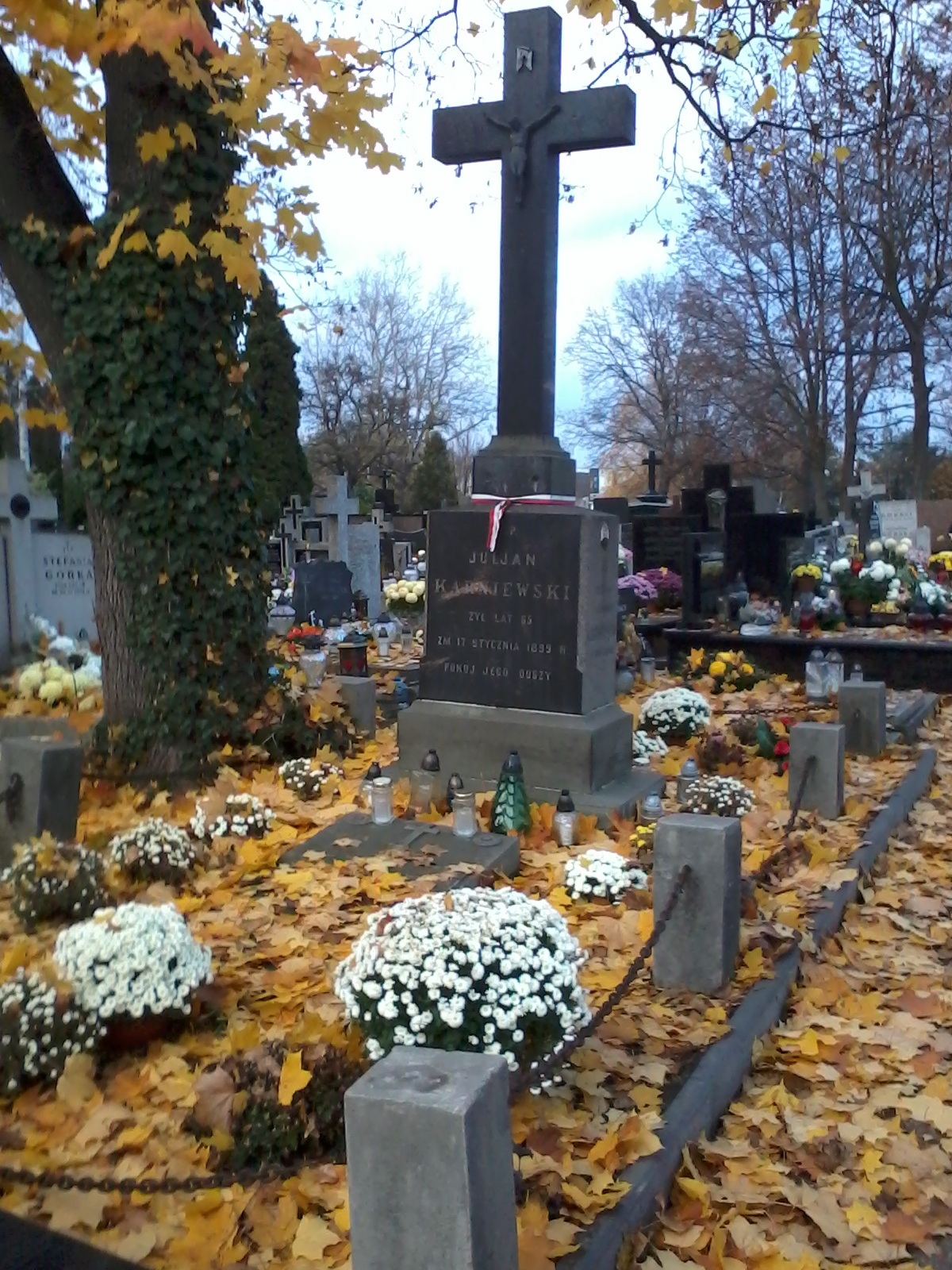
Кладбище осенью 2019 года

На кладбище похоронены повстанцы 1863 года, солдаты, погибшие в сентябре 1939 года, и варшавские повстанцы 1944 года. Среди массовых захоронений периода Второй мировой войны: 10 могил с телами 73 солдат 360-го пехотного полка, 32 могилы с телами 171 повстанца варшавских полков Башта (батальон Оаза) и Валигура (взвод Грохов и эскадрилья Елень) и могилы нескольких гражданских лиц, расстрелянных немцами в Вилянуве.

## Похороненные на кладбище
- Пшемыслав Гинтровски[англ.] (1951-2012) — композитор и музыкант
- Людмила Марьянска[англ.] (1923-2005) — поэтесса, прозаик и переводчица английской литературы
- Болеслав Плотницкий (1913-1988) — актёр
- Игнацы Потоцкий (1750-1809) — политик, писатель, патриотический деятель
- Станислав Костка Потоцкий (1755-1821) — политик, педагог
- Анна Радзивилл[англ.] (1939-2009) — педагог, историк, сенатор, бывший заместитель министра образования
- Януш Францишек Радзивилл (1880-1967) — польский консервативный политик, в 1935-1939 годах сенатор Второй Речи Посполитой
- Криштоф Николай Радзивилл (1898-1986) — польский аристократ, князь, помещик, политический деятель, сенатор Республики Польша, депутат Законодательного Сейма
- Иренеуш Секула[англ.] (1943-2000) — политик, вице-премьер (1988-1989)
- Ежи Шмайдзиньский (1952-2010) — политик, министр обороны (2001-2005), заместитель маршала Сейма (2007-2010)
- Халина Василевская-Тренкнер[англ.] (1942-2017) — министр финансов в правительстве Е. Бузека[англ.] (2001), член Совета по денежно-кредитной политике[англ.] (2004-2010), адъюнкт-профессор кафедры статистики и демографии Варшавской школы экономики, преподаватель Университета Козьминского[укр.]
- Ян Вейхерт[англ.] (1950-2009) — предприниматель, основатель ITI Group
- Роман Вильгельми (1936-1991) — актёр